# Mordella tetragramma
Mordella tetragramma là một loài bọ cánh cứng trong họ Mordellidae. Loài này được Fairmaire miêu tả khoa học năm 1906.